# Salix × simulatrix

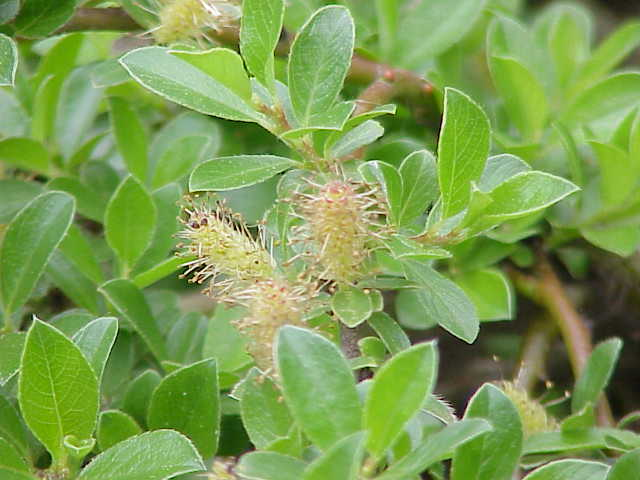
Salix × simulatrix

Salix × simulatrix je označení pro skupinu rostlin, opadavých listnatých dřevin, patřících do čeledě vrbovité.

## Označení
Tato skupina dřevin se stejnými znaky je takto označována v roce 2014-2015 botanickými zahradami, pěstiteli, prodejci. Skupina označovaná Salix × simulatrix F.B.White je zřejmě také rozeznávána některými neoficiálními skupinami taxonomů, avšak pod jiným názvem, Salix arbuscula × herbacea nebo Salix arbuscula × herbacea (S. × simulatrix) F.B.White. nebo Salix simulatrix. Je rozeznávána fytopatology jako samostatný druh, EPPO kód je SAXSL.

## Rozšíření
Výskyt je popisován ve Skotsku, Skandinávii, severním Rusku a Alpách.

## Popis
Salix × simulatrix tvoří nízké drobné keře. Květy jsou jehnědy. Větve jsou tenké, převisající nebo přitisklé k zemi s hladkou hnědou borkou. Listy jsou téměř kulaté, lesklé, jemně vroubkované.

## Použití
Rostliny lze použít v ČR jako okrasné rostliny. Jsou vhodné pro skupiny výsadeb i pro trvalkové záhony.Patří mezi vhodné půdokryvné dřeviny.

## Pěstování
Preferuje slunečné polohy nebo polostín, vhodné jsou vlhké půdy. Snáší exhalace. Dobře snáší řez. Původní druh se přirozeně rozmnožuje se semeny, kultivary a pěstované rostliny jsou množeny řízkováním bylinnými, nebo dřevitými řízky.